# Malinska – Dubašnica
Malinska – Dubašnica je općina u Hrvatskoj. Nalazi se u Primorsko-goranskoj županiji.
Zaštitnik općine je sveti Apolinar.

## Stanovništvo
| broj stanovnika | 1704  | 1873  | 2000  | 2093  | 2120  | 2134  | 2003  | 1981  | 1807  | 1755  | 1589  | 1502  | 1688  | 2161  | 2726  | 3134  | 3212  |
|                 | 1857. | 1869. | 1880. | 1890. | 1900. | 1910. | 1921. | 1931. | 1948. | 1953. | 1961. | 1971. | 1981. | 1991. | 2001. | 2011. | 2021. |

### Popis 1991.
- Barušići 22
- Bogovići 173
- Kremenići 32
- Ljutići 20
- Malinska 965
- Maršići 6
- Milčetići 62
- Milovčići 51
- Oštrobradić 71
- Porat 109
- Radići 175
- Sabljići 9
- Sršići 0
- Strilčići 9
- Sveti Anton 100
- Sveti Ivan 45
- Sveti Vid-Miholjice 255
- Turčić 24
- Vantačići 97
- Zidarići 43
- Žgombići 34

ukupno Malinska – Dubašnica 2161

## Poznate osobe
- Branko Fučić, hrv. povjesničar umjetnosti, znanstvenik, arheolog i akademik
- Stanko Dujmović, hrv. franjevac trećoredac i fotograf
- Pijo Dujmović, hrv. franjevac trećoredac i generalni ministar reda
- Ivan Milčetić, povjesničar književnosti, folklorist, dijalektolog i filolog.

## Partnerstva općina
- Pinkovac

## Šport
- Jedriličarski klub "Yacht club Malinska"
- Kick-boxing športska udruga Malinska
- Športsko ribolovna udruga "Lastavica" - Malinska
- Tenis klub "Malinska"
- Streljački klub "Dub"

## Vanjske poveznice
- Službene stranice Općine Malinska – Dubašnica
- Službene stranice Turističke zajednice Općine Malinska
- Stranice udruge Malinska  Arhivirana inačica izvorne stranice od 9. siječnja 2019. (Wayback Machine)